# Hořkuchovité

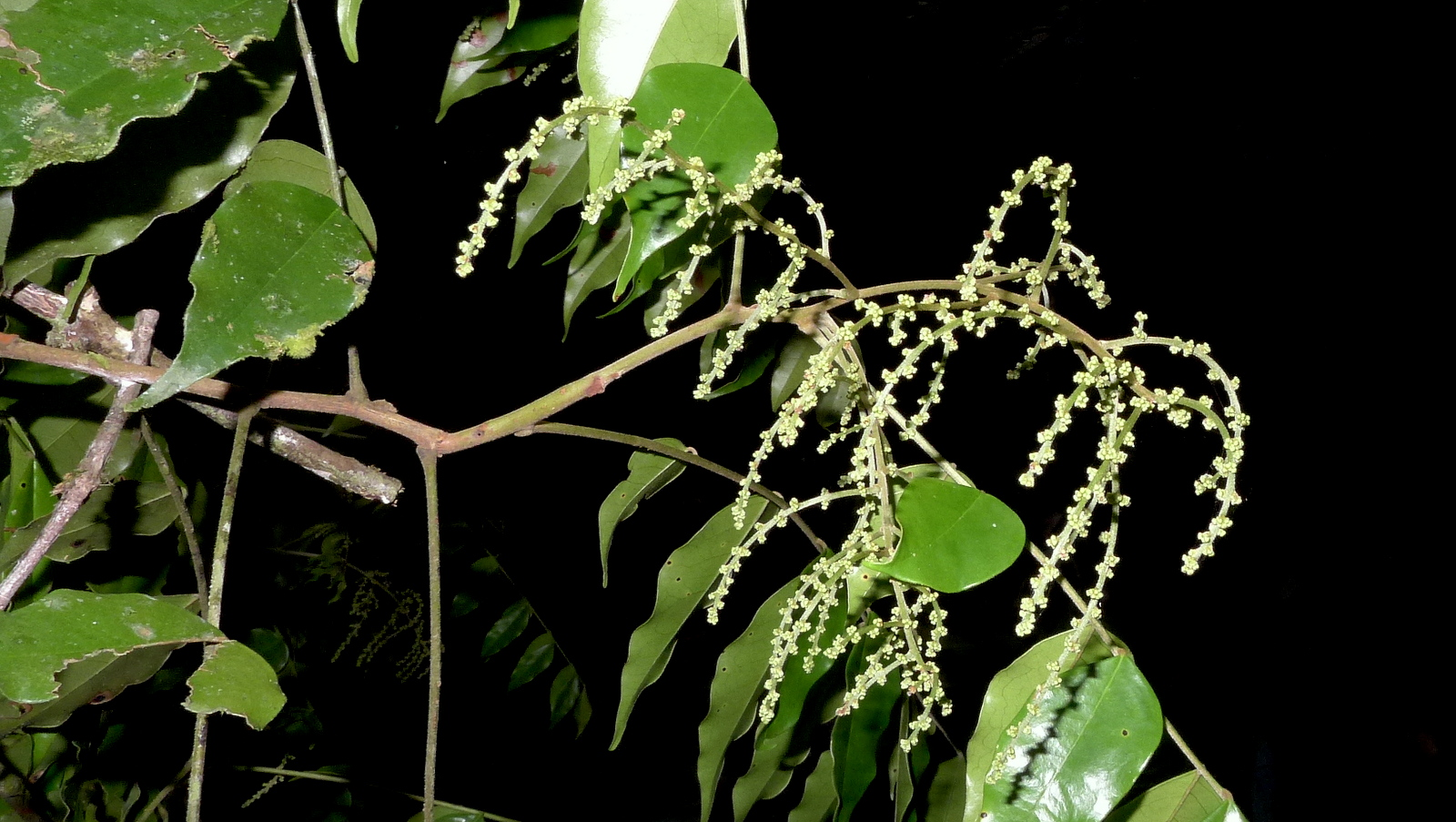
Květenství Picramnia glazioviana

Hořkuchovité (Picramniaceae) je jediná čeleď řádu hořkuchotvaré vyšších dvouděložných rostlin. Zahrnuje 3 rody a asi 50 druhů dřevin, rozšířených pouze v tropické Americe. Jsou to dřeviny se zpeřenými listy a drobnými květy. Některé druhy rodů hořkucha a Alvaradoa mají využití v medicíně.

## Popis
Zástupci čeledi Picramniaceae jsou dvoudomé keře a nevelké stromy se střídavými zpeřenými listy bez palistů. Květy jsou jednopohlavné, pravidelné, drobné, uspořádané v hroznech nebo latách. Květenství jsou úžlabní či vrcholová nebo vyrůstají přímo z větví a kmenů (kauliflorie). Kalich je srostlý ze 3 až 5 lístků, kališní trubka je kratší než cípy. Koruna je tvořena 3 až 5 lístky, někdy je redukovaná nebo v samičích květech i úplně chybí. Tyčinky jsou volné, navzájem nesrostlé, v počtu odpovídajícím počtu kališních lístků. Semeník je svrchní, srostlý ze 2 až 3 plodolistů, s 1 až 3 komůrkami. Plodem je bobule (Picramnia) nebo je plod nepukavý, křídlatý, typu samara (Alvaradoa).
Čeleď zahrnuje asi 50 druhů ve 3 rodech. Největším rodem je hořkucha (Picramnia, 41 druhů). Rod Nothotalisia byl popsán až v roce 2011.

## Rozšíření
Areál rozšíření čeledi hořkuchovité zahrnuje pouze tropickou Ameriku. Rody Picramnia a Nothotalisia se charakteristicky vyskytují v deštných pralesích, zatímco Alvaradoa roste spíše na suchých stanovištích.

## Ekologické interakce
Jedinci rodu hořkucha bývají v deštném pralese charakteristicky řídce roztroušeni, což vyvolává vzhledem k drobným květům a dvoudomosti rostlin vyvolává otazníky nad efektivním mechanismem opylování. Rod Alvaradoa je opylován větrem. Bobule hořkuchy vyhledávají ptáci, křídlatá semena Alvaradoa jsou roznášena větrem. Druh Picramnia magnifolia má duté kmeny, které obývají mravenci.

## Taxonomie
Rody Alvadaroa a Picramnia byly v minulosti řazeny do podčeledi Picramnioideae v rámci čeledi simarubovité (Simaroubaceae). S nástupem molekulárních metod jim byla v roce 1995 vyčleněna nejen samostatná čeleď, ale i samostatný řád Picramniales. Ten je v kladogramech APG řazen jako jedna z větví skupiny vyšších dvouděložných rostlin nazývané ve starších verzích systému APG Rosids II, ve verzi APG IV z roku 2016 Malvids.

## Zástupci
- hořkucha (Picramnia)[5]

## Význam
Kůra, listy a kořeny některých druhů hořkuchy jsou velmi hořké a jsou používány při léčení malárie, při trávicích potížích a pohlavních nemocech. Plody Picramnia latifolia jsou jedlé. Alvaradoa amorphoides poskytuje pevné dřevo používané v tesařství a jako palivo. Odvary z některých druhů Alvadaroa jsou užívány při trávicích potížích, revmatismu, kožních chorobách a neduzích močového ústrojí.

## Přehled rodů
Alvaradoa,
Nothotalisia,
Picramnia